# 輕艇激流中心
輕艇激流中心（日语：／ Kanū Surarōmu Sentā）是位於日本東京都江戶川區臨海町的體育場館，旁為葛西臨海公園。此處舉辦2020年夏季奧林匹克運動會輕艇激流比賽。

## 外部連結
- 官方网站 （日語）
- カヌー・スラロームセンター 東京2020オリンピック・パラリンピック競技大会 （页面存档备份，存于） （日語）